# Оперативний запас реактивності
Оперативний запас реактивності (ОЗР) — це позитивна реактивність, яку мав би ядерний реактор при повністю витягнутих стержнях  системи управління і захисту.
Ядерний реактор може протягом довгого часу працювати із заданою потужністю лише в тому випадку, якщо на початку роботи має запас реактивності. Цей запас створюється шляхом спорудження активної зони з розмірами, що значно перевершують критичні. Щоб реактор не ставав надкритичним, реактивність штучно знижується. Це досягається введенням в активну зону речовин, що поглинають нейтрони, які згодом можуть видалятися з активної зони. Звільнення зв'язаної реактивності у міру її зниження через природні причини забезпечує підтримку критичного стану реактора в кожен момент його роботи.